# Begonia nantoensis
Begonia nantoensis là một loài thực vật có hoa trong họ Thu hải đường. Loài này được M.J.Lai & N.J.Chung mô tả khoa học đầu tiên năm 1992.